# Carduus fallax
Carduus fallax là một loài thực vật có hoa trong họ Cúc. Loài này được Borbás mô tả khoa học đầu tiên năm 1877.